# Latona
Segons la mitologia romana, Latona va ser el nom llatí de la deessa grega Leto, filla dels titans Ceos i la seva germana Febe i germana d'Astèria. El nom va ser adaptat sobre una forma dialectal grega.